# سرمازا
ماده سردکننده یا ماده سردساز یا مبرد (به انگلیسی: refrigerant) به ماده‌ای خالص یا مخلوطی از مواد گفته می‌شود که به‌طور متداول در حالت سیال قرار دارند و در چرخه‌های تبریدی و پمپ‌های حرارتی استفاده می‌شوند. در اغلب چرخه‌های تبریدی، مبرد چرخه‌های تغییر فاز از مایع به گاز و برعکس را به‌طور پی‌درپی طی می‌کند. از سیالات سرویسی که در چنین فرآیندهایی شرکت می‌کنند می‌توان به فلوئوروکربن‌ها و کلروفلوئوروکربن‌ها اشاره کرد که از آغاز قرن بیستم بسیار پرکاربرد شدند. هرچند که بعدها استفاده از این‌ها سیالات به دلیل منتشر کردن گازهای گلخانه‌ای و تخریب لایه اوزون، منسوخ شد. از دیگر مبردهای متداول مورد استفاده در صنعت می‌توان به آمونیاک، گوگرد دی‌اکسید و هیدروکربن‌های عاری از هالوژن‌ها مثل پروپان اشاره کرد.
یک مبرد ایدئال می‌بایست خواص مطلوب ترمودینامیکی و خواص فرآیندی مانند عدم خورندگی تجهیزات مکانیکی، سازگاری با محیط، سمی نبودن و اشتعال‌ناپذیری را برآورده کند. همچنین این سیالات نباید آثار تخریبی بر لایه اوزون و تغییرات اقلیمی داشته باشد. با توجه به معیارهای متعدد و متفاوتی که ذکر شد، سیالاتی گوناگون با دربرداشتن تعدادی از این شرایط در صنعت متداول شده‌اند و انتخاب سیال مناسب بستگی به نوع فرایند و کارکرد آن دارد و مسائل اقتصادی و بهینه‌سازی باید در انتخاب سیال مناسب مدنظر قرار گیرند.
از جمله خواص ترمودینامیکی مطلوب می‌توان به داشتن نقطه جوش پایین‌تر از دماهای موجود در فرایند، گرمای تبخیر بالا، چگالی مناسب در شرایط مایع، چگالی نسبتاً بالا در حالت گازی و دمای بحرانی بالا اشاره کرد. از آن جا که نقطه جوش و چگالی گاز خود تابع فشار سیال در جای‌جای فرایند هستند، انتخاب بهینه و مناسب مبردها می‌بایست بر اساس کاربرد آن‌ها در فشارهای عملیاتی فرایند صورت پذیرد.

## معضلات محیط زیستی
ویژگی‌های مهم عدم واکنش دادن و بی‌اثر بودن هالون‌ها، کلروفلوئوروکربن‌ها (سی‌اف‌سی‌ها) و هیدروکلوروفلوئوروکربن‌ها (ایچ‌سی‌اف‌سی‌ها) در کنار اشتعال‌ناپذیری و سمی نبودن‌شان، این دسته از مبردها را تبدیل به یکی از مناسب‌ترین گزینه‌ها کرده بود؛ ولی همان گونه که پیش‌تر اشاراتی شد، ماندگاری طولانی مدت این گازها در جو و آثار تخریبی و بروز پدیده گرمایش زمین و آسیب رساندن به لایه اوزون، نگرانی فزاینده‌ای را پیرامون کاربرد این سیالات در چرخه‌های تبریدی ایجاد کرد. قدرت تخریب و آسیب رساندن در بین این دسته از سیالات از زیاد به کم به این صورت است: بروموکلوروفلوئوروکربن‌ها، سی‌اف‌سی‌ها و ایچ‌سی‌اف‌سی‌ها. در میان گروه ایچ‌سی‌اف‌سی‌ها از این دسته از سیالات، هیدروفلوئوروکربن‌ها و فلوئوروکربن‌ها سیالاتی ضعیف‌تر از نظر آسیب رساندن به جو، به حساب می‌آیند؛ هرچند که قدرت تخریب همین سیالات ضعیف چیزی در حدود صد برابر قدرت تخریبی کربن دی‌اکسید است. در میان دیگر مبردهای نام‌آشنا پروپان و آمونیاک ویژگی مهم خنثی بودن و بی‌اثری را ندارند و در صورت نشت کردن از دستگاه‌ها، اشتعال‌پذیر و سمی نیز هستند. همین ویژگی‌های گوناگون و متضاد میان انواع مبردهاست که انتخاب مبرد پاک و ایمن و بهینه را دچار پیچیدگی می‌کند.

## تاریخچه
اولین سیستم‌های مکانیکی سرمایشی از مبردهای گوگرد دی‌اکسید، کلرومتان و آمونیاک بهره می‌برند. با آشکار شدن اثرات سمی گوگرد دی‌اکسید و کلرومتان، استفاده از این مبردها منسوخ شد و سی‌اف‌سی‌ها به سرعت جای آن‌ها را در یخچال‌های فروشگاه‌های بزرگ پر کردند. هرچند که در میان یخچال‌های قدیمی برخی شرکت‌ها از موادی چون متیل فرمات و دی کلرومتان نیز استفاده می‌کردند. (چنین یخچال‌هایی با نام تجاری کارن شناخته می‌شدند)
تا پیش از نوآوری‌های دهه ۱۹۵۰ و کشف روش‌های سنتزی و بهینه‌سازی‌های مالی، کلروفلوئوروکربن‌ها کمتر به کار گرفته می‌شدند. به‌کارگیری این مبردها در دهه ۱۹۸۰ با مطرح شدن پدیده گرمایش زمین با مشکل روبه‌رو شد.
بر اساس مقررات وضع‌شده پیرامون جلوگیری از تخریب لایه اوزون بر اثر سی‌اف‌سی‌ها و ایچ‌سی‌اف‌سی‌ها، مبردهایی مانند پرفلوئوروکربن‌ها و هیدروفلوئوروکربن‌ها نیز که به عنوان مواد جایگزین پیشنهاد شده بودند، مخرب لایه اوزون و مغایر قوانین مذکور قلمداد شدند. استفاده از این مواد به دلیل آثار تخریبی بر اقلیم و محیط زیست قدغن اعلام شد. در سال ۱۹۹۷، فلوئوروکربن‌ها و هیدروفلوئوروکربن‌ها مشمول پیمان کیوتوی کنوانسیون تغییرات اقلیمی شدند. در سال ۲۰۰۶، اتحادیه اروپا مقرراتی را پیرامون گازهای گلخانه‌ای ترکیب‌شده با فلوئور وضع کرد که طبق آن استفاده از فلوئوروکربن‌ها و هیدروفلوئوروکربن‌ها مشروط به میزان تشعشعات حاصل از این ترکیبات شد. اعمال این محدودیت‌ها تأثیری بر میزان آسیب رساندن این مواد بر اقلیم نداشته‌است.

## کاربردها
مبردهایی نظیر آمونیاک (R-۷۱۷)، کربن دی‌اکسید و هیدروکربن‌های عاری از هالوژن آثار تخریبی چندانی بر لایه اوزون بر جای نمی‌گذارند. همچنین در مسئله گرمایش زمین، آمونیاک بی‌تاثیر و کربن دی‌اکسید و هیدروکربن‌ها دارای آثار جزئی هستند. از این مبردها در سیستم‌های تهویه مطبوع ساختمان‌ها، ورزشگاه‌ها، اماکن تفریحی، صنایع شیمیایی و داروسازی، صنعت خودروسازی و مهم‌تر از همه در صنایع غذایی (تولید، ذخیره‌سازی و بسته‌بندی) استفاده می‌شود. در این‌گونه صنایع، سمی بودن چنین مبردهایی حساسیت کمتری نسبت به مصارف خانگی دارد؛ در واقع کنترل و نظارت موجود در صنایع احتمال وقوع حادثه و نشت مبردها را تقریباً از میان برده‌است.
به دلیل آثار تخریبی تشعشعات صادر شده از سیستم تهویه هوای خودروها بر تغییرات اقلیمی، نگرانی فزاینده‌ای پیرامون استفاده از این وسایل به وجود آمده‌است. از سال ۲۰۱۱ تا به حال، اتحادیه اروپا استفاده از مبردهایی با قدرت تخریبی بیش از ۱۵۰ GWP را ممنوع کرده‌است. (هر GWP برای یک مبرد برابر با قدرت تخریبی یک کیلوگرم از آن در طی صد سال نسبت به قدرت تخریبی یک کیلوگرم از کربن دی‌اکسید است) اجرای این قانون، باعث کاهش یافتن آثار تخریبی گازهای گلخانه‌ای خطرناکی همچون تترافلوئورواتان (R-134a) شد. قدرت تخریبی این مبرد ۱۴۱۰ GWP است.
یکی از مناسب‌ترین مبردها برای جایگزینی با مبردهای ممنوع شده، کربن دی‌اکسید (R-۷۴۴) است. کربن دی‌اکسید ماده‌ای اشتعال‌ناپذیر، سازگار با لایه اوزون و دارای قدرت تخریب پایین ۱ GWP است. این مبرد مناسب برای استفاده در سیستم‌های تهویه هوای خودروها، سیستم‌های تهویه مطبوع ساختمان‌ها، پمپ‌های آب داغ و مبرد یخچال‌های تجاری است.